# St. Peter und Paul (Minseln)

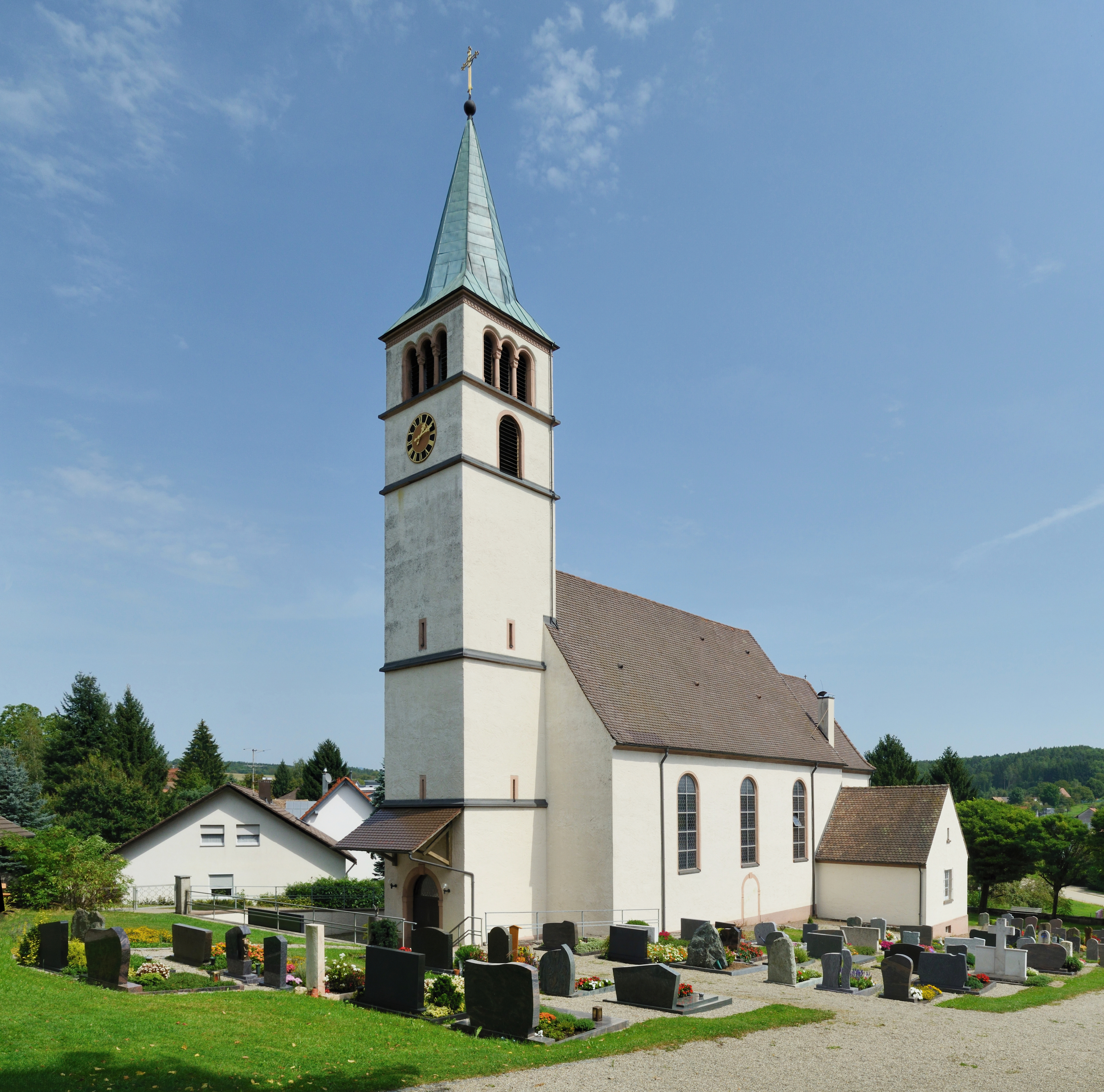
Peter und Paul in Minseln

Die Pfarrkirche St. Peter und Paul im Rheinfelder Stadtteil Unterminseln gehört der zum 1. Januar 2015 begründeten römisch-katholischen Kirchengemeinde Rheinfelden an, einer Seelsorgeeinheit mit den weiteren sechs Kirchen St. Josef, St. Gallus (Eichsel), St. Urban, St. Michael, St. Felix & Regula, St. Gallus (Warmbach) und den drei Kapellen Maria Schnee, St. Mauritius und St. Ubald. Sie steht unter dem Patrozinium der Heiligen Petrus und Paulus. Die Erstnennung der Kirche fällt in die Zeit um 1360; errichtet wurde die heutige Kirche im Stil des Spätbarocks in den Jahren 1686 bis 1691. 1762/63 wurde sie im Stil des Rokoko mit zahlreichen Fresken umgestaltet.

## Geschichte

### Anfänge und Vorgängerbauten
Da Minseln bereits 754 erstmals urkundlich erwähnt wurde, ist sehr wahrscheinlich auch die Kirche sehr früh entstanden. 1275 ist in Minseln zum ersten Mal von einer Pfarrei die Rede (plebanus in Minseldon in decanatu Wiesental) – seit 1290 ist ein Pfarrer nachgewiesen. Die Nennung der Kirche selbst geht auf die Zeit von 1360 bis 1370 zurück. In dieser Zeit gehörte Minseln dem Dekanat Warmbach an und unterstand seit dem 14. Jahrhundert der Hoheit von Habsburg; 1449 wurde Rheinfelden endgültig österreichisch.
Der Sage nach gab es Streit darüber, ob die Kirche in Ober- oder Unterminseln erbaut werden sollte, sodass das Baumaterial zwischen den beiden Orten hin und her transportiert wurde. Ein Engel habe sich für den jetzigen Bauplatz in Unterminseln entschieden.
1587 wurde ein neues Pfarrhaus gebaut, das allerdings bereits nach 30 Jahren schwere Bauschäden aufwies. In den Jahren 1617 bis 1660 übte die Deutschordenskommende Beuggen das Präsentationsrecht für die Gemeinde Minseln aus, ohne jedoch den Kirchensatz innezuhaben, was mit der aufkommenden Reformation im Markgräflerland zusammenhing. Während der Hauptzeit des Schwedischen Kriegs 1632/33 wurde das Pfarrhaus beschädigt. Die Kommende Beuggen ließ daraufhin 1650/59 ein neues Pfarrhaus auf eigene Kosten in Minseln errichten.

### Heutige Kirche

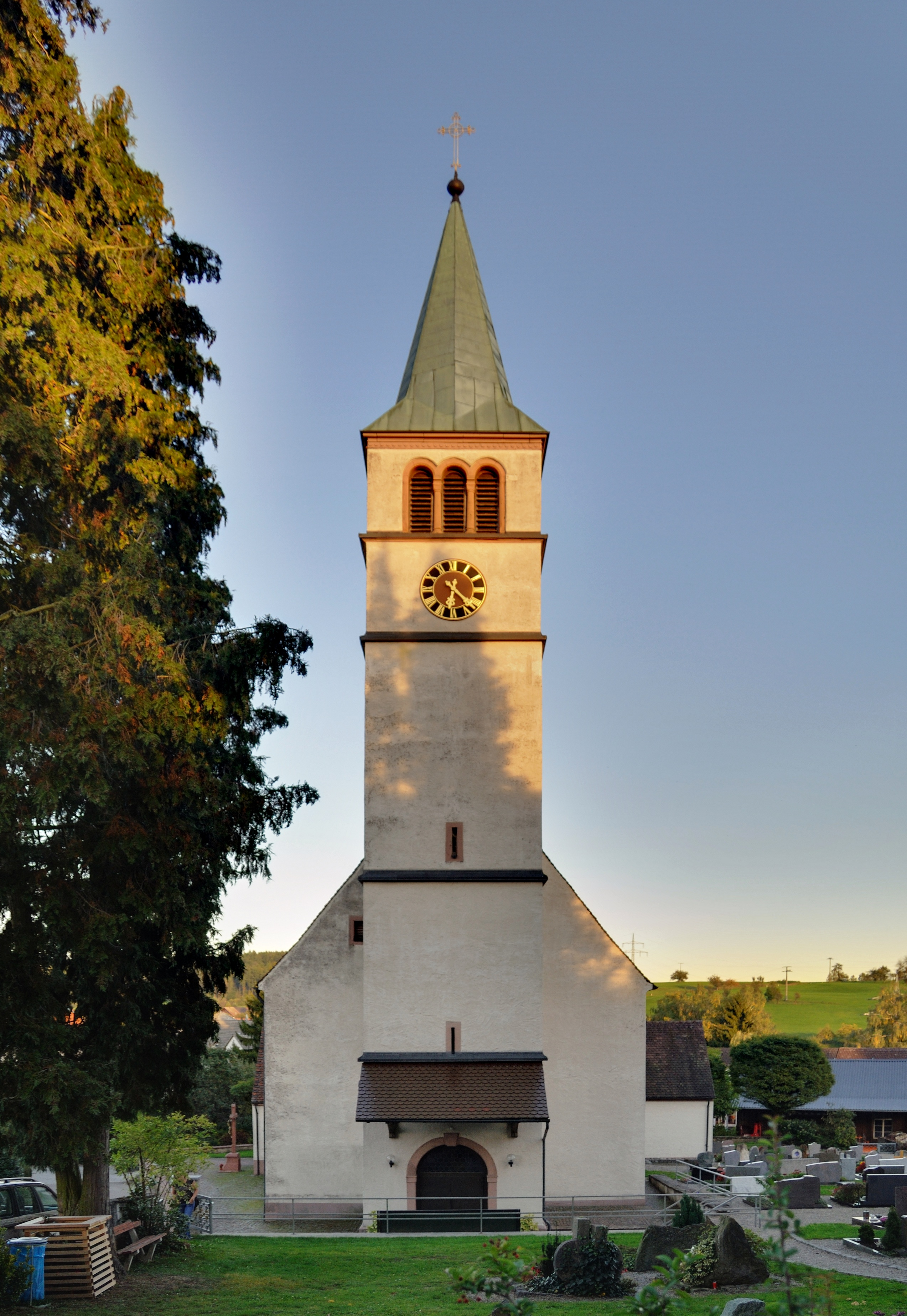
Turmfassade

Bereits zur Zeit des Dreißigjährigen Krieges wurde bemängelt, dass die Kirche zu klein sei. Daher und weil sie durch den Krieg Beschädigungen erlitt, bemühte sich die Gemeinde seit 1685 verstärkt um einen Neubau. Der Amtmann von Rheinfelden, Dekan Fres in Säckingen, besuchte den Ort und bestätigte das Anliegen als notwendig. So erfolgte am 8. Februar 1686 die bischöfliche Baugenehmigung. Verantwortlich für die neue Kirche war der Rheinfelder Baumeister Anton Troger – der Großvater des späteren Fürstabts des Klosters St. Blasien Meinrad Troger. Der Baumeister erhielt für seine Arbeit 1000 Pfund, 40 Gulden, 50 Viernzel Korn und elf Saum Wein. Am 31. August 1691 weihte Johannes von Konstanz, Weihbischof von Konstanz, den Neubau.
Der Hochaltar zu Ehren der Heiligen Petrus und Paulus stammt von Hans Jakob Meyer aus Rheinfelden und wurde erst 1697 errichtet. Den vergoldeten Zierrat schuf der Maler Franz Bröchin. Das Hauptblatt stellt den Abschied Petri und Pauli dar und wurde von einem unbekannten Meister gemalt. 1733 wurden ein neuer, den Drei Heiligen Königen gewidmeter, Altar und zwei Statuen angeschafft. Im Jahr 1739 wurde der Altar erhöht und 1749 zwei Beichtstühle angeschafft.
In den Jahren 1762/63 wurde die Kirche im Stil des Rokoko umgestaltet. Dazu engagierte der damalige Pfarrer Joseph Kienberger den Wessobrunner Stuckateur Johann Michael Hennevogel, der bereits am Säckinger Fridolinsmünster tätig war. Hennevogel schuf in Langhaus und Chor ein Spiegelgewölbe. Er versah Unterfläche und Brüstungen der Empore sowie die Fensterumrahmungen mit Stuck. Für die Ausmalung erhielt der Waldshuter Maler Gotthard Hilzinger den Auftrag von Kienberger, der das Programm für den Freskenzyklus ausarbeitete. 1763 wurde die alte Kanzel nach Wyhlen gebracht und an ihrer Stelle schuf Hennevogel eine neue aus Stuckmarmor mit Schalldeckel.
In den Jahren 1826 bis 1827 ersetzte man das Satteldach des Kirchturms durch den heutigen Pyramidenhelm und stockte um ein weiteres Geschoss auf.
Umfangreiche Renovierungen und Restaurierungen führte man in den Jahren 1876, 1920, 1929, 1961 sowie von 1972 bis 1977 durch.

## Beschreibung

### Kirchengebäude
Die Peter-und-Paul-Kirche in Minseln besteht aus einem einschiffigen Langhaus und einem dreigeschossigen Glockenturm mit Eingangshalle am Untergeschoss. Das Langhaus und ein Teil des Chors mit niedrigerem Dachfirst ist mit einem Satteldach gedeckt; der polygonale Abschluss des Chors mit einem Zeltdach. Der Glockenturm wird von einer Dachpyramide gedeckt, deren Grundfläche vom Quadrat zum Achteck übergeht und daher an den Ecken leicht eingeknickt ist; den Ansatz des Turmhelms schmückt ein klassizistischer Fries. Die drei Klangarkaden zu allen Seiten im obersten Stockwerk stammen von der Turmerhöhung 1826/27. Im Stockwerk darunter befinden sich zu jeder Seite je eine bogenförmig abgeschlossene Klangarkade, die Turmuhr sowie zur Ost- und Westseite je ein Zifferblatt. An der Kirche liegt der Friedhof, auf dem zwei Gedenktafeln für die Gefallenen der beiden Weltkriege stehen.

### Innenraum und Ausstattung

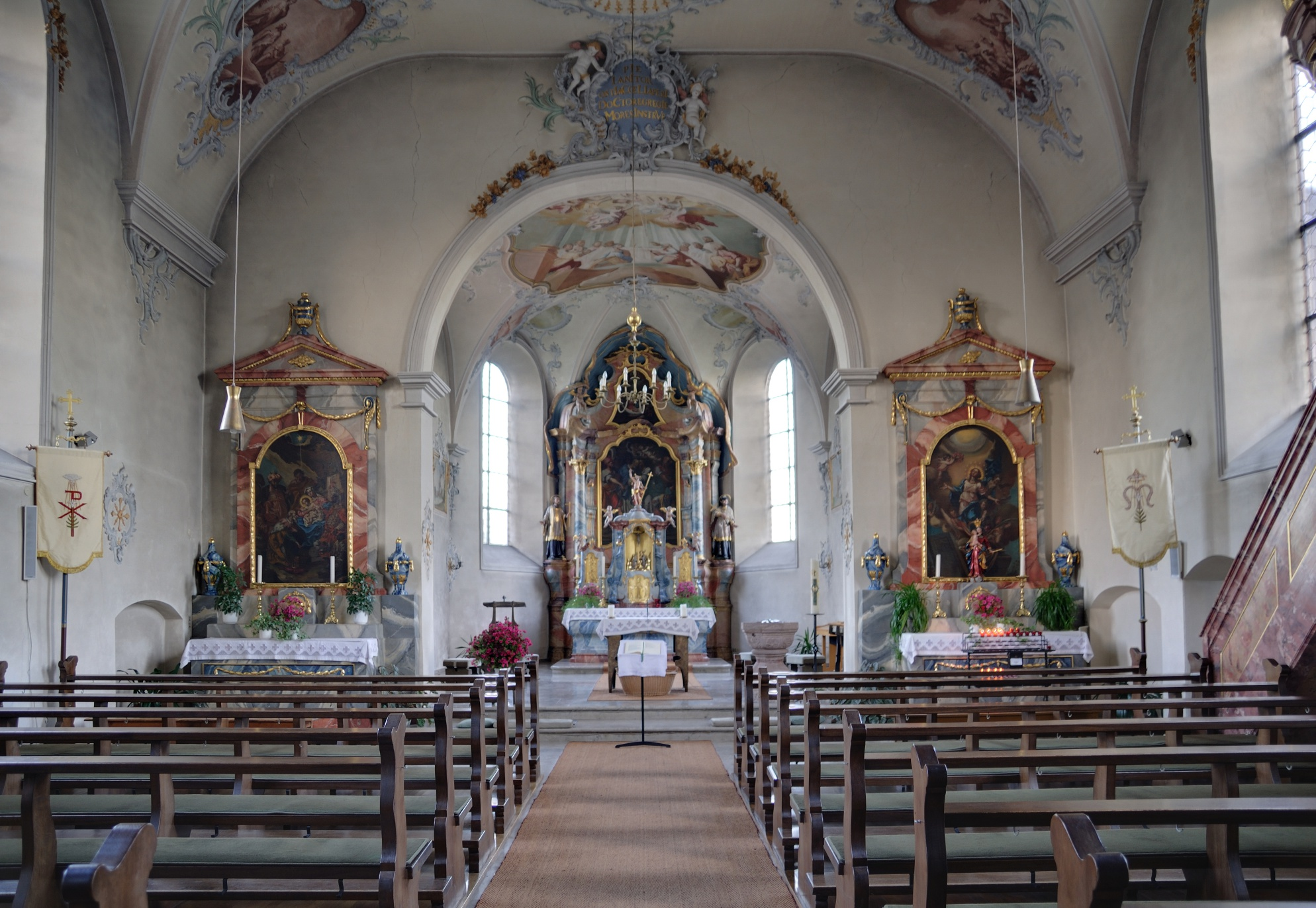
Langhaus mit Blick zum Chor

Der Innenraum der Kirche ist reich dekoriert. Das Gewölbe und teilweise auch die Wände sind von Stuck und Rocaillen überzogen. Die Farben in Meergrün-, Ocker-, Rosé- und Grautönen wurden nach einem Befund 1973/74 wiederhergestellt. Im Kirchenraum und der Sakristei befinden sich zahlreiche, teilweise vergoldete Schnitzfiguren; die älteste ist eine Mutter Gottes aus der Zeit um 1730/40. Das Tabernakel in der Sakristei wurde 1697 vom Schreiber Hans Jakob Meyer und vom Maler Franz Bröchlin geschaffen.
Die Kanzel von Hennevogel mit geschweiften Lisenen besetzt und vergoldeten Rocaillen trägt einen Schalldeckel mit zwei Engeln, einem Kreuz und den Gesetzestafeln Moses und symbolisiert den Alten und Neuen Bund. Das Taufbecken mit stilisierten Rankenmotiven stammt aus dem ersten Drittel des 18. Jahrhunderts.

#### Fresken und Gemälde

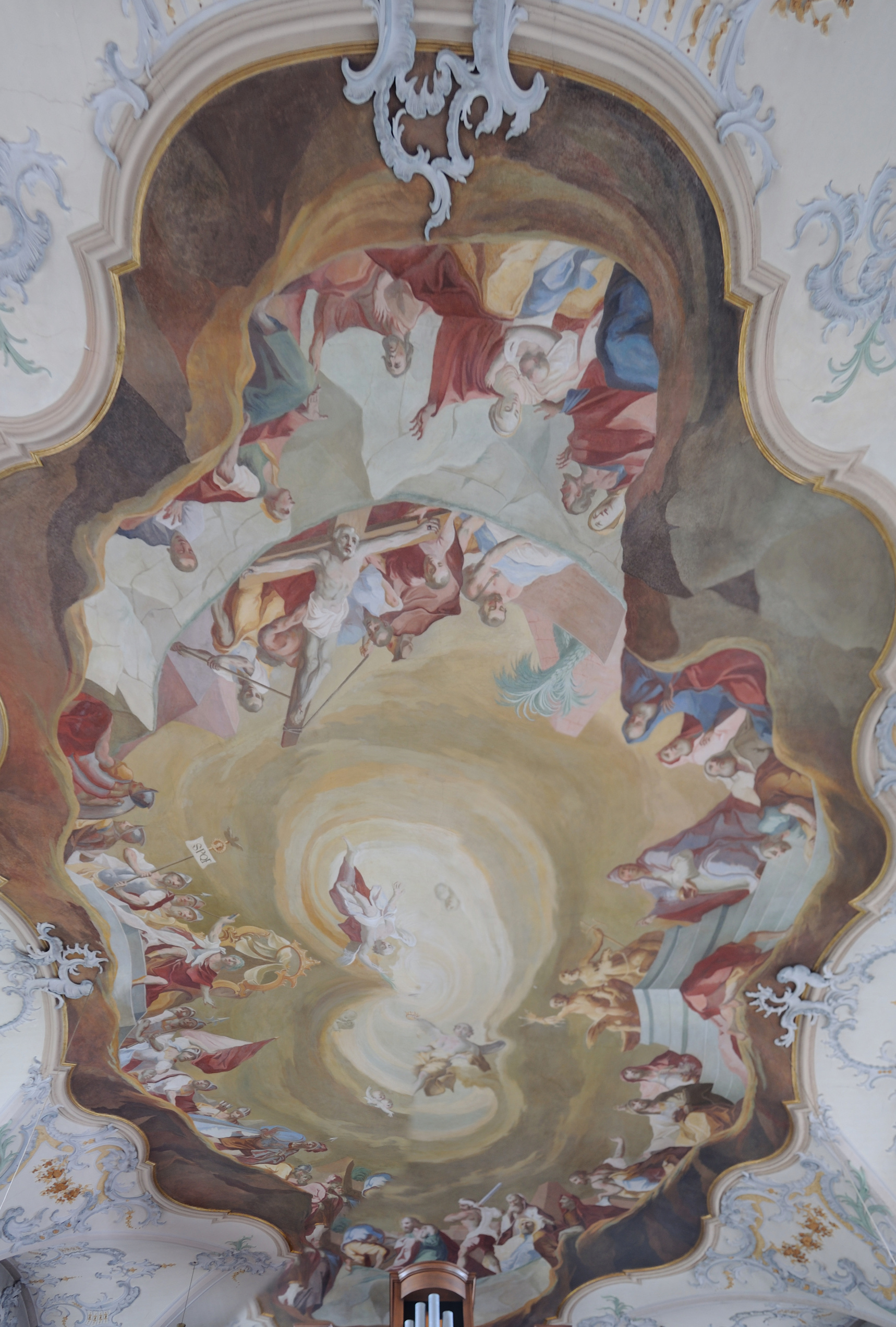
Deckenfreskovon Gotthard Hilzinger

Im Mittelfeld der Langhausdecke stellt das Fresko die Kreuzigung Petrus‘, die Enthauptung Paulus‘, den römischen Kaiser Nero und Götzenopfer, die Neptun und Jupiter von heidnischen Priestern dargeboten werden. Das Gemälde von Gotthard Hilzinger zeichnet sich durch die Verwendung von schweren Farbtönen, insbesondere Brauntönen, aus. In den vier kleineren, das Mittelfeld umgebenden Feldern werden die Berufung Petrus‘, seine Gefangennahme sowie die Bekehrung Paulus‘ und Paulus als Prediger gezeigt. Die Bilder werden von stark geschwungenen Kartuschen umrahmt. Im Deckenbild des Chors ist die Verherrlichung der heiligen Eucharistie dargestellt. Das Mittelbild im Chor wird von sieben Kartuschegemälden in Rosaille und Grisaille umgeben. Die deutenden lateinischen Textzeilen stammen aus dem Fronleichnamshymnus Lauda Sion. Von Nordwesten nach Südwest stellen sie dar:
1. In einem Raum steht ein Regal mit Apothekerfläschchen und davor auf einem Tisch eine Flasche, die die Aufschrift Cicuta trägt. In einem Spruchband auf der rechten Seite ist zu lesen: MORS EST MALIS VITA BONIS
2. Auf einem Tisch steht eine brennende Kerze, die sich an den Wänden spiegelt. Im Bild ist der Spruch QUANTUM ISTI TANTUM ILLE zu lesen.
3. In einer Seelandschaft steht ein Kind, das einen Stab hält und durch die Wasserfläche gebrochen scheint. Spruch: NON CONFRACTUS
4. Auf dem Meer schwimmt eine Muschel und ein Sandkorn in dieser hat sich in eine Perle verwandelt. Spruch: QUOD NON CAPIS QUOD NON VIDES
5. In einer Berglandschaft sind Täler und Wasserläufe dargestellt, die vielfach die Sonne spiegeln. Spruch: NON DIVISUS
6. Auf einem gedeckten Tisch steht eine brennende Kerze. Zwei Hände zünden zwei weitere Kerzen an. Spruch: NEC SUMPTUS CONSUMITUR
7. Auf einem Tisch steht ein zerbrochener Rokokospiegel, in welchem sich die Sonne im ganzen und im zerbrochenen Teil spiegelt. Spruch: TANTUM SUB FRAGMENTO QUANTUM TOTO

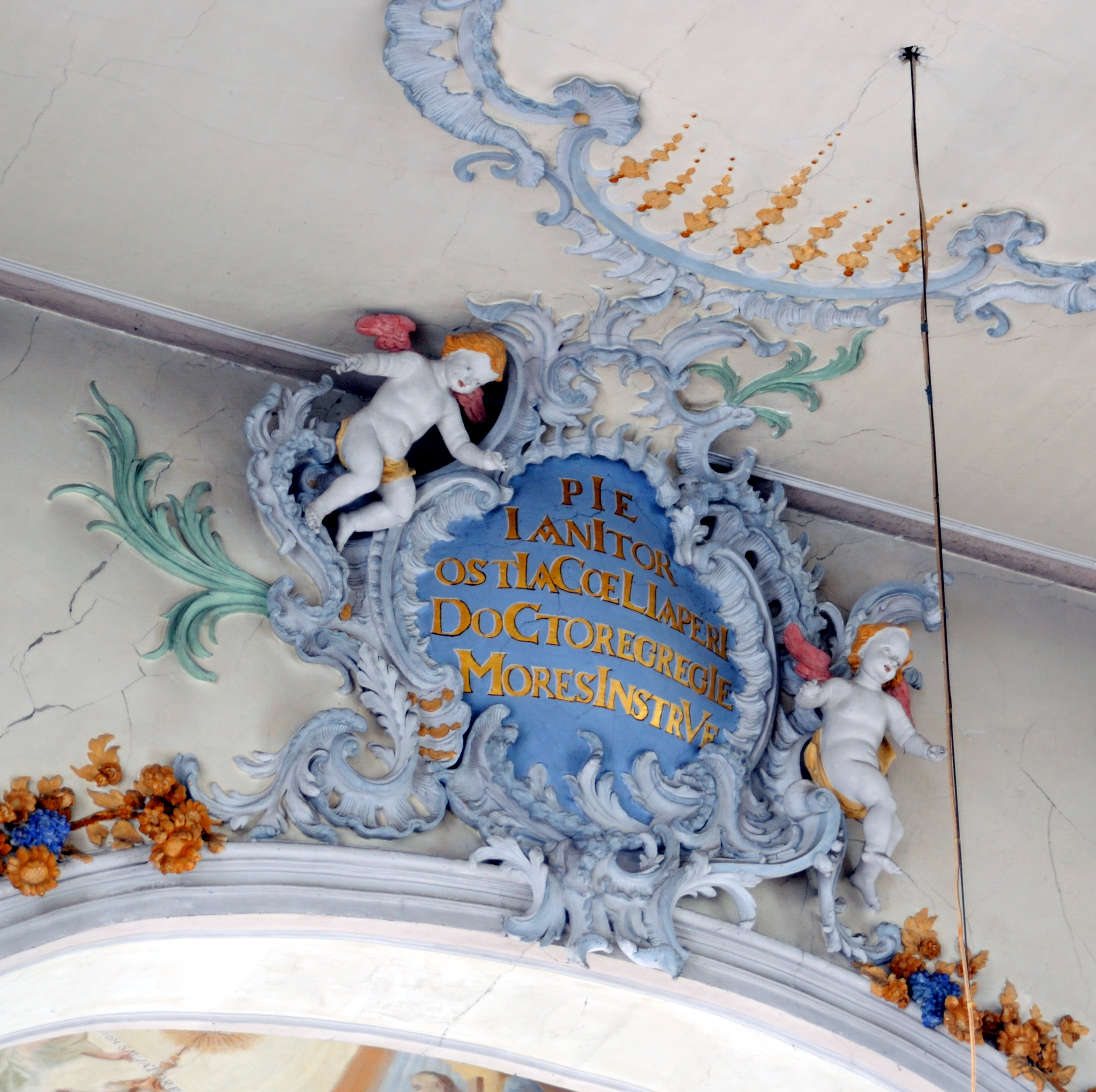
Chronogramm

Auch die Chorwände beziehen sich auf die Eucharistie und zeigen Melchisedech (IN FIGURIS PRAESIGNATUR), Abrahams Opfer (CUM ISAAC IMMOLATUR), die Opferung des Osterlamms (AGNUS PASCHAE DEPUTATUR) und den Mannaregen (DATUR MANNA PATRIBUS) mit Spruchtexten.
Chor und Langhaus sind über einen Triumphbogen verbunden, an dessen Scheitelpunkt ein Chronogramm mit folgender Inschrift steht:

„PIE IANITOR OSTIA COELI APERI DOCTOR EGREGIE MORES INSTRVE“

„Gütiger Türhüter (Petrus), öffne die Tore des Himmels. Erhabener Lehrer (Paulus), unterweise im rechten Leben.“

Dabei sind einige Buchstaben der Inschrift größer dargestellt (im Zitat fett hervorgehoben), die als römische Zahlzeichen gelesen und addiert die Jahreszahl 1763 ergeben. Die reiche Rocaille wird von einer Kartusche umrahmt und beidseitig von Putten flankiert.

#### Altäre

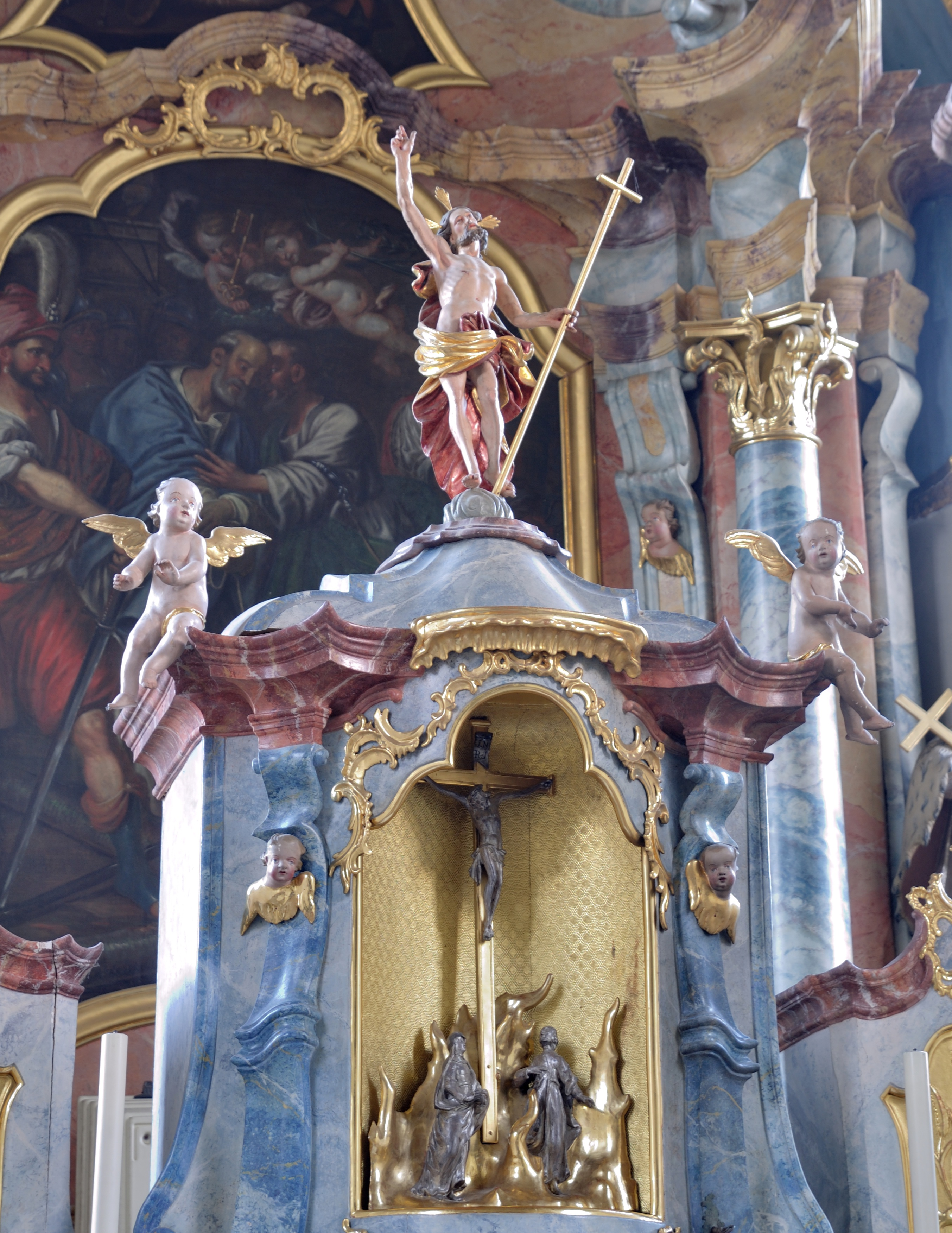
Auferstehungschristus am Hochaltar

Der Hochaltar aus dem Jahr 1770 wurde von Johann Michael Hartmann und F. J. Bekert gefertigt. Aus seiner Rückwand erhebt sich pilasterbesetzt und von Figuren auf Konsolen flankiert das Retabel mit den beiden Altarblättern aus dem Jahr 1697. Das Hauptblatt zeigt den Abschied Petri und Pauli. Das Tabernakel wird von einem Auferstehungschristus und einem Christus bekrönt, der den Guten Hirten darstellt. In der Aussetzungsnische steht eine zierliche Kreuzigungsgruppe.
Im Gegensatz zum Hochaltar, der dem Spätrokoko zuzuordnen ist, sind die beiden Seitenaltäre im klassizistischen Stil vom Säckinger Maler und Bildhauer Vollmar 1815 angefertigt. Sie ruhen auf kastenförmigen Stipites und ihre Retabel werden von Girlanden verziert und von einem vasengeschmückten, dreieckigen Giebel überhöht. Im nördlichen Seitenaltar ist ein rundbogiges Ölgemälde auf Leinwand eingefasst, das die Heiligen Drei Könige in einer neubarocken Darstellung zeigt. Der südliche Altar zeigt Mariä Himmelfahrt. Die Gemälde tragen die Signatur C. Bertsche.

#### Orgel
Die Orgel stammt von einer Dominikanerkirche aus Konstanz. Sie wurde 1809 übernommen und ihr Werk 1864 durch den Orgelbauer Eduard Stadtmüller aus Hugstetten ersetzt. Eine Restauration und Erweiterung erfolgte 1967 durch das Unternehmen Gebr. Späth Orgelbau. Sie verfügt über zwei Manuale, ein Pedal und 13 Register und arbeitet mit mechanischer Spiel- und Registertraktur.

### Glocken
Das Geläut umfasst drei Bronzeglocken aus unterschiedlichen Jahren und von unterschiedlichen Gießern:
| Nr. | Nominal | Gussjahr | Gießer                             |
| --- | ------- | -------- | ---------------------------------- |
| 1   | f′      | 1769     | Andreas Roost, Lörrach             |
| 2   | h′      | 1698     | Hans Heinrich Weitenauer, Basel    |
| 3   | cis′′   | 1666     | Hans Bernhard Schnuri, Rheinfelden |